# MV Agusta F2
La MV Agusta F2 es una motocicleta de carreras desarrollada por MV Agusta para competir en el Campeonato del Mundo de Moto2 a partir de la temporada 2019.

## Historia
En 2018, MV Agusta anunció su vuelta al Campeonato del Mundo de Motociclismo después de 42 años compitiendo en el Campeonato del Mundo de Moto2. La motocicleta fue diseñada por el Centro Ricerche Castiglioni (CRC), el centro de desarrollo de motos de la compañía, además contaron con la ayuda de Suter Racing en la fabricación del basculante de la motocicleta.
La vuelta de la marca al mundial quedó en manos del Forward Racing quien se encargaría de elegir a los dos pilotos que defenderían a la marca en 2019. El primer piloto confirmado fue el italiano Romano Fenati. Después de la acción antideportiva de Fenati en el Gran Premio de San Marino 2018, MV Agusta decidió prescindir de los servicios de Fenati para 2019, rescindiendo el contrato que los unia. Stefano Manzi el otro implicado en el incidente y miembro del Forward Racing fue confirmado como piloto para 2019 y el lugar de Fenati fue ocupado por el suizo Dominique Aegerter.
En la primera carrera de la temporada, el piloto mejor ubicado fue Aegerter quien terminó en la 18.ª posición. En Argentina, Aegerter volvió a ser el piloto mejor ubicado al terminar 20º, además consiguió los primeros puntos con la moto al terminar 14º puesto en el Gran Premio de las Américas, mientras que Manzi no pudo correr y fue reemplazado por su compatriota Gabriele Ruiu. Aegerter volvió a puntuar en España al terminar 13º y en Francia fue el turno de Manzi en terminar en los puntos a finalizar 15º. Para el Gran Premio de Italia, MV Agusta estreno una nueva versión de su chasis. En los Países Bajos, ambos pilotos terminaron entre los diez primeros, Manzi finalizó 7.º y Aegerter 9.º.

## Resultados en Moto2
(Carreras en negro indican pole position, carreras en italics indican vuelta rápida)
| Año  | Neu. | Equipo                       | N.º. | Piloto              | 1   | 2   | 3   | 4   | 5   | 6   | 7   | 8   | 9   | 10  | 11  | 12  | 13  | 14  | 15  | 16  | 17  | 18  | 19  | 20  | 21 | Puntos | CP   | Puntos | CC  |
| ---- | ---- | ---------------------------- | ---- | ------------------- | --- | --- | --- | --- | --- | --- | --- | --- | --- | --- | --- | --- | --- | --- | --- | --- | --- | --- | --- | --- | -- | ------ | ---- | ------ | --- |
| 2019 | D    |                              |      |                     | QAT | ARG | AME | ESP | FRA | ITA | CAT | NED | GER | CZE | AUT | GBR | RSM | ARA | THA | JPN | AUS | MAL | VAL |     |    |        |      |        |     |
| 2019 | D    | MV Agusta Idealavoro Forward | 6    | Gabriele Ruiu       |     |     | 21  |     |     |     |     |     |     |     |     |     |     |     |     |     |     |     |     |     |    | 0      | NC   | 45     | 4º  |
| 2019 | D    | MV Agusta Idealavoro Forward | 62   | Stefano Manzi       | 20  | Ret |     | 21  | 15  | Ret | Ret | 7   | 22  | 20  | 16  | 17  | 15  | 14  | Ret | 10  | 9   | Ret | 4   |     |    | 39     | 19º  | 45     | 4º  |
| 2019 | D    | MV Agusta Idealavoro Forward | 77   | Dominique Aegerter  | 18  | 20  | 14  | 13  | Ret | 17  | 16  | 9   | 20  | 21  | 17  | 18  | 18  | 19  | 16  | 14  | 27  | 15  | 12  |     |    | 19     | 22º  | 45     | 4º  |
| 2020 | D    |                              |      |                     | QAT | SPA | AND | CZE | AUT | EST | RSM | ERM | CAT | FRA | ARA | TER | EUR | VAL | POR |     |     |     |     |     |    |        |      |        |     |
| 2020 | D    | MV Agusta Forward Racing     | 24   | Simone Corsi        | 21  | 15  | Ret | DNS | 20  | 20  | 14  | 12  | 15  | 16  | 10  | 15  | Ret | 17  | Ret |     |     |     |     |     |    | 15     | 24º  | 32     | 3º  |
| 2020 | D    | MV Agusta Forward Racing     | 62   | Stefano Manzi       | 15  | 11  | 9   | Ret | 17  | 14  | 17  | 15  | Ret | 14  | 14  | Ret | 15  | Ret | 19  |     |     |     |     |     |    | 21     | 22º  | 32     | 3º  |
| 2021 | D    |                              |      |                     | QAT | DOH | POR | ESP | FRA | ITA | CAT | GER | NED | EST | AUT | GBR | ARA | RSM | AME | ERM | ALG | VAL |     |     |    |        |      |        |     |
| 2021 | D    | MV Agusta Forward Racing     | 7    | Lorenzo Baldassarri | Ret | 20  | 14  | 15  | 17  | Ret | 23  | Ret |     | 21  | DNS | Ret |     | 24  | 22  | 20  | Ret | DNS |     |     |    | 3      | 31º  | 19     | 3º  |
| 2021 | D    | MV Agusta Forward Racing     | 10   | Tommaso Marcon      |     | Ret |     | 23  | 20  | 19  |     |     |     |     |     |     |     |     |     |     |     |     |     |     |    | 0      | NC   | 19     | 3º  |
| 2021 | D    | MV Agusta Forward Racing     | 18   | Manuel González     |     |     |     |     |     |     |     |     | 22  |     |     |     | 17  |     |     |     |     |     |     |     |    | 0      | NC   | 19     | 3º  |
| 2021 | D    | MV Agusta Forward Racing     | 24   | Simone Corsi        | DNS |     |     | Ret | 9   | Ret | 16  | Ret | 21  | 25  | 19  | 22  | 10  | Ret | 13  | 19  | 17  | DNS |     |     |    | 16     | 24º  | 19     | 3º  |
| 2021 | D    | MV Agusta Forward Racing     | 77   | Miquel Pons         |     |     | 19  |     |     |     |     |     |     |     |     |     |     |     |     |     |     |     |     |     |    | 0      | NC   | 19     | 3º  |
| 2022 | D    |                              |      |                     | QAT | INA | ARG | AME | POR | ESP | FRA | ITA | CAT | GER | NED | GBR | AUT | RSM | ARA | JPN | THA | AUS | MAL | VAL |    |        |      |        |     |
| 2022 | D    | MV Agusta Forward Racing     | 24   | Simone Corsi        | 18  | Ret | 17  | Ret | Ret | 18  | 16  | Ret | 22  | Ret | 20  | 20  | 20  | Ret | 21  |     |     |     |     |     |    | 0*     | 31º* | 5*     | 3º* |
| 2022 | D    | MV Agusta Forward Racing     | 42   | Marcos Ramírez      | 17  | 17  | 15  | 12  | Ret | Ret | Ret | Ret | 24  | Ret | 17  | Ret | 19  | 16  | 18  |     |     |     |     |     |    | 5*     | 27º* | 5*     | 3º* |

- * Temporada en curso.